# Filippa di Lussemburgo
Filippa di Lussemburgo (1252 – 6 aprile 1311) è stata una nobile olandese.

## Biografia
Era la figlia del conte Enrico V di Lussemburgo e di sua moglie Margherita di Bar. Sposò Giovanni I di Hainaut. Due delle sue nipoti erano Filippa di Hainaut, regina consorte d'Inghilterra e Margherita II di Hainaut, Contessa di  Hainault, per diritto dinastico, e moglie di Ludovico il Bavaro, del Sacro Romano Impero.
I loro figli:
- John (morto 1302)
- Henry (morto 1303), canonico a Cambrai
- Simon
- Guglielmo I di Hainaut, padre di Filippa di Hainault e di Margherita II di Hainault
- Jean de Beaumont (1288–1356), signore di Beaumont. Sposò Margherita di Soissons
- Margaret (morta nel 1342), moglie di Roberto II d'Artois
- Alix (morta nel 1317), moglie di Roger Bigod, V conte di Norfolk
- Isabelle (morta nel 1305), moglie di Raoul de Clermont, signore di Nesle
- Jeanne, monaca a Fontenelles
- Maria di Avesnes (1280–1354), moglie di Luigi I di Borbone
- Matilda, badessa di Nivelles
- Willem de Cuser (nato nel 1290, data di morte sconosciuta)

## Ascendenza
|                          |                   |                            | Genitori                                    |  |  | Nonni |  |  | Bisnonni               |  |  | Trisnonni             |  |
|                          |                   |                            |                                             |  |  |       |  |  | Enrico III di Limburgo |  |  | Enrico II di Limburgo |  |
|                          |                   |                            |                                             |  |  |       |  |  | Enrico III di Limburgo |  |  | Enrico II di Limburgo |  |
|                          |                   | Matilde di Saffenberg      |                                             |  |  |       |  |  | Enrico III di Limburgo |  |  |                       |  |
| Valerano III di Limburgo |                   |                            |                                             |  |  |       |  |  | Enrico III di Limburgo |  |  |                       |  |
|                          |                   | Sofia di Saarbrücken       | Simone I di Saarbrücken                     |  |  |       |  |  |                        |  |  |                       |  |
|                          |                   | Sofia di Saarbrücken       | Simone I di Saarbrücken                     |  |  |       |  |  |                        |  |  |                       |  |
|                          |                   | Sofia di Saarbrücken       | Mechilde di Sponheim                        |  |  |       |  |  |                        |  |  |                       |  |
| Enrico V di Lussemburgo  |                   | Sofia di Saarbrücken       |                                             |  |  |       |  |  |                        |  |  |                       |  |
|                          |                   | Enrico IV di Lussemburgo   | Goffredo I di Namur                         |  |  |       |  |  |                        |  |  |                       |  |
|                          |                   | Enrico IV di Lussemburgo   | Goffredo I di Namur                         |  |  |       |  |  |                        |  |  |                       |  |
|                          |                   | Enrico IV di Lussemburgo   | Ermesinde di Lussemburgo, contessa di Namur |  |  |       |  |  |                        |  |  |                       |  |
| Ermesinda di Lussemburgo |                   | Enrico IV di Lussemburgo   |                                             |  |  |       |  |  |                        |  |  |                       |  |
|                          |                   | Agnese di Gheldria         | Enrico I di Gheldria                        |  |  |       |  |  |                        |  |  |                       |  |
|                          |                   | Agnese di Gheldria         | Enrico I di Gheldria                        |  |  |       |  |  |                        |  |  |                       |  |
|                          |                   | Agnese di Gheldria         | Agnese d'Arnstein                           |  |  |       |  |  |                        |  |  |                       |  |
| Filippa di Lussemburgo   |                   | Agnese di Gheldria         |                                             |  |  |       |  |  |                        |  |  |                       |  |
|                          | Teobaldo I di Bar | Rinaldo II di Bar          |                                             |  |  |       |  |  |                        |  |  |                       |  |
|                          | Teobaldo I di Bar | Rinaldo II di Bar          |                                             |  |  |       |  |  |                        |  |  |                       |  |
|                          | Teobaldo I di Bar | Agnese di Blois            |                                             |  |  |       |  |  |                        |  |  |                       |  |
| Enrico II di Bar         | Teobaldo I di Bar |                            |                                             |  |  |       |  |  |                        |  |  |                       |  |
|                          |                   | Ermesinda di Bar-sur-Seine | Guido I di Bar-sur-Seine                    |  |  |       |  |  |                        |  |  |                       |  |
|                          |                   | Ermesinda di Bar-sur-Seine | Guido I di Bar-sur-Seine                    |  |  |       |  |  |                        |  |  |                       |  |
|                          |                   | Ermesinda di Bar-sur-Seine | Pétronille de Chacenay                      |  |  |       |  |  |                        |  |  |                       |  |
| Margherita di Bar        |                   | Ermesinda di Bar-sur-Seine |                                             |  |  |       |  |  |                        |  |  |                       |  |
|                          |                   | Roberto II di Dreux        | Roberto I di Dreux                          |  |  |       |  |  |                        |  |  |                       |  |
|                          |                   | Roberto II di Dreux        | Roberto I di Dreux                          |  |  |       |  |  |                        |  |  |                       |  |
|                          |                   | Roberto II di Dreux        | Agnese de Baudemont                         |  |  |       |  |  |                        |  |  |                       |  |
| Philippa di Dreux        |                   | Roberto II di Dreux        |                                             |  |  |       |  |  |                        |  |  |                       |  |
|                          |                   | Yolande de Coucy           | Raoul I di Coucy                            |  |  |       |  |  |                        |  |  |                       |  |
|                          |                   | Yolande de Coucy           | Raoul I di Coucy                            |  |  |       |  |  |                        |  |  |                       |  |
|                          |                   | Yolande de Coucy           | Agnese di Hainaut                           |  |  |       |  |  |                        |  |  |                       |  |
|                          |                   | Yolande de Coucy           |                                             |  |  |       |  |  |                        |  |  |                       |  |